# Jacques Imbrailo
 (mars 2022).
Si vous disposez d'ouvrages ou d'articles de référence ou si vous connaissez des sites web de qualité traitant du thème abordé ici, merci de compléter l'article en donnant les références utiles à sa vérifiabilité et en les liant à la section « Notes et références ».
Jacques Imbrailo (né en 1978) est un chanteur lyrique d'opéra sud-africain, de tessiture baryton. 

## Biographie
Enfant, il participe à des auditions libres organisées par la Drakensberg Boys 'Choir School où il passe quatre ans avant de prendre des cours de droit et de chant obtenant à la fois un baccalauréat en droit et un baccalauréat en musique au campus de Potchefstroom en Afrique du Sud, en 2002. Il poursuit ses études ensuite au Royal College of Music à Londres. Il devient également membre du Jette Parker Young Artists Program au Royal Opera House de Covent Garden où il a eu l'essentiel de sa formation de chanteur lyrique d'opéra, récompensé en 2007 du Prix du public à la BBC Cardiff Singer of the World Competition, en interprétant des airs de Mozart et de Tchaikovsky.
Son premier grand emploi lyrique sur scène est celui du rôle-titre dans l'opéra Billy Budd de Benjamin Britten au festival de Glyndebourne en 2010 où la critique salue sa prestation. Il reprend régulièrement ce rôle sur les scènes du monde entier, comme par exemple au Royal Opera House en 2019. France musique, retransmettant la captation de l'une des représentations, l'introduit ainsi « Le chef d’œuvre de Benjamin Britten fait son retour sur la scène du Covent Garden, où il fut créé en 1951. Jacques Imbrailo triomphe dans le rôle-titre ».
Il a également interprété Pelléas dans l'oeuvre de Claude Debussy au Welsh National Opera et au Théâtre Aalto d'Essen, en Allemagne, Don Giovanni de Mozart au Scottish Opera, Così fan tutte au Houston Grand Opera, Die Zauberflöte au Welsh National Opera, Le nozze di Figaro au  Royal Opera House, le War Requiem de Benjamin Britten au Teatro Real de Madrid et Didon et Enée de Henry Purcell à l'Opéra de Rome.
En 2015, il crée le rôle de Joachim Messner lors de la première mondiale de l'opéra Bel Canto de Jimmy López pour le Lyric Opera de Chicago.
Il a également été par la suite Ned Keene dans Peter Grimes de Benjamin Britten, à Madrid au Teatro Real en 2021, à Londres au Royal Opéra House en mars 2022, puis à l'Opéra-Garnier à Paris en février 2023 ; ainsi que La Wally de Alfredo Catalani à Barcelone.
Il se produit également dans Jesus The Apostles au Festival international d'Édimbourg et dans Christ The Apostles en concert avec le Hallé Orchestra sous la direction de Mark Elder aux BBC Proms, ainsi que dans A European Requiem de James McMillan.
Jacques Imbrailo a aussi donné des récitals en solo avec accompagnement piano, au Wigmore Hall, autour d'airs de Sibelius et de Rachmaninov, au St John's Smith Square et au Concertgebouw d'Amsterdam, et s'est produit au Verbier Festival, au Royal Albert Hall et au Southbank Centre.
Jacques Imbrailo et le pianiste Alisdair Hogarth ont enregistré et publié el 2018, un album "Sibelius et Rachmaninov songs", qui regroupe des chants composés par Jean Sibelius et Serge Rachmaninov. "Le chanteur lyrique sud-africain quadragénaire, Jacques Imbrailo, aborde cette sélection avec bonheur. Sa voix de baryton puissante, précise et grave fait merveille", souligne ce critique qui analyse le CD.